# Krystyna Meissner
Krystyna Jadwiga Meissner, właśc. Meissner-Erhardt (ur. 19 czerwca 1933 w Warszawie, zm. 20 lutego 2022) – polska reżyser teatralna, dyrektor naczelny i artystyczny teatrów w Zielonej Górze, Toruniu, Krakowie i Wrocławiu, twórca Międzynarodowego Festiwalu Teatralnego „Kontakt” (1991) i Międzynarodowego Festiwalu Teatralnego Dialog – Wrocław (2001).

## Życiorys
Była córką stomatologów Alfreda Meissnera i jego żony Marii (1906-1968). W latach 1952–1956 studiowała polonistykę na Uniwersytecie Warszawskim, następnie na Wydziale Reżyserii Państwowej Wyższej Szkoły Teatralnej w Warszawie. W 1956 debiutowała jako asystent reżysera przy sztukach „Matka” Karola Čapka, w reżyserii Marii Wiercińskiej. W 1961 przedstawiła w ramach swojego debiutu, tzw. warsztatu reżyserskiego, na scenie Teatru Ateneum w Warszawie „Escurial” Michela de Ghelderode, „Samoobsługę” Harolda Pintera i „Na pełnym morzu” Sławomira Mrożka. Studia na PWST ukończyła w 1962.
Od 1962 pracowała jako reżyser kolejno w Teatrze Dramatycznym im. Aleksandra Węgierki w Białymstoku (1962–1964), Teatrze Polskim w Bydgoszczy (1965-1968), Teatrze im. Wilama Horzycy w Toruniu (1968–1969), Teatrze Polskim w Warszawie (1970–1980) i równolegle Teatrze Dramatycznym w Elblągu (wrzesień 1978–1980). W latach 1980–1983 była dyrektorem naczelnym i artystycznym Lubuskiego Teatru im. L. Kruczkowskiego w Zielonej Górze. W tej samej roli kierowała następnie Teatrem im. W. Horzycy (1983–1996), Starym Teatrem im. Heleny Modrzejewskiej w Krakowie (1997–1998) i Wrocławskim Teatrem Współczesnym im. E. Wiercińskiego (1999-2012). W latach 1983–1989 kierowała Festiwalem Teatrów Polski Północnej w Toruniu. Jest pomysłodawczynią Międzynarodowego Festiwalu Teatralnego „Kontakt”, którym kierowała w latach 1991−1996 i Międzynarodowego Festiwalu Teatralnego Dialog – Wrocław, którym kierowała od 2001 do śmierci. Została pochowana na cmentarzu Powązkowskim (kwatera 188 rząd 3 grób 37 i 38).

## Nagrody i odznaczenia
- nagroda za reżyserię na Festiwalu Teatrów Polski Północnej:
  - „Pluskwa” Włodzimierza Majakowskiego w Teatrze Dramatycznym w Elblągu (1980) – w obsadzie m.in. Józef Osławski
  - „Balladyna” Juliusza Słowackiego w Teatrze im. Wilama Horzycy w Toruniu (1985) – w obsadzie
  - „Zmierzch” Izaaka Babla w Teatrze im. Wilama Horzycy w Toruniu (1987)
- odznaka Zasłużony Działacz Kultury (1982)
- Paszport „Polityki” w dziedzinie teatru (1994)
- Nagroda im. Stanisława Ignacego Witkiewicza (1997)
- Dolnośląski Brylant Roku za wygraną w plebiscycie Telewizji Wrocław, „Gazety Wyborczej”, „Gazety Wrocławską” i Radia Wrocław w kategorii Wydarzenie Kulturalne Roku za zorganizowanie Międzynarodowego Festiwalu Teatralnego „Dialog” (2002)
- nagroda honorowa Wrocławskiego Towarzystwa Przyjaciół Teatru „Statuetka Fredry”, za najciekawsze wydarzenie sezonu - Międzynarodowy Festiwal Teatralny „Dialog” (2002)
- Krzyż Oficerski Orderu Odrodzenia Polski (2005) – M.P. z 9.01.2006, poz. 21
- Krzyż Kawalerski Orderu „Za zasługi dla Litwy” (2006)[4]
- nagroda za reżyserię IV Ogólnopolskiego Konkursu na Teatralną Inscenizację Dawnych Dzieł Literatury Europejskiej - za sztukę „np. Majakowski” w Teatrze Współczesnym we Wrocławiu (2009)
- srebrny medal „Zasłużony Kulturze – Gloria Artis” (2009)
- tytuł Kardynała Kultury przyznany przez Teatr Nowy w Krakowie (2012)
- Odznaka Honorowa Wrocławia – Wrocław z wdzięcznością „Wratislavia Grato Animo”[5]